# Château de Palu
Palu (Pallo en allemand) est un ancien domaine et château (Palu mõis, Rüütlimõis) situé dans la paroisse de Peetri kihelkond (Kirchspiel St. Petri in Jerwendans) de l'ancien comté de Järvamaa, actuellement situé dans le comté de Järva en Estonie. Il portait à l'origine le nom de Hermannsberg puis de Suurpallo (« Grand-Pallo ») jusque dans les années 1840.

## Histoire
Le domaine est cité en 1564 (Suur-Palu küla : « Grand village de Palu ») comme faisant partie de la seigneurie Mäo (Mäo mõisale), et comme propriété de Hans Kranck en 1594. Le domaine appartient en 1614 à Jost Taube. Thomas Luhri est cité comme propriétaire (1639, 1641, 1649) au milieu du XVIIe siècle. C'est probablement à cette époque que le manoir est construit. Il appartient en 1715 aux héritiers Luhri (Luhren). Le domaine passe ensuite aux familles Schmaltz (Christian et Georg), Kaulbars, à Herman Adrian Römer puis à Ulrich Johann Brümmer en 1735. Le domaine et son château sont vendus en 1742 à Jacob Heinrich von Swenghel puis en 1751 au baron Conrad Friedrich von Meyendorff. Les derniers héritiers vendent le domaine en 1774 à Johann von Brevern qui le met en gage en 1790 au nom de Christian von Bellawary, contrat transformé en achat-vente en 1810. Anna Elisabeth Catharina von Bellawary vend le domaine en 1836 à sa cousine la baronne Wilhelmine Juliane von Stackelberg (née Kursell). Il reste dans cette même famille jusqu'en 1919, date à laquelle Leo von Stackelberg en est exproprié. 
Le domaine fusionne en 1907 avec celui de Põhjaka mõis (et).

## Littérature, source
- Alo Särg, « Järvamaa mõisad ja mõisnikud ». Argo, Tallinn 2005
- « Palu mõis », Notice du Ministère estonien de la Culture, avec photo du manoir en ruines
- eha.ee : Fonds des archives estoniennes, Palu mõis - n°1358